# Gerardo Martínez
Gerardo Alberto Martínez es un dirigente gremial argentino, actual Secretario General en la Unión Obrera de la Construcción de la República Argentina (UOCRA) y Secretario de Relaciones Internacionales en la Confederación General del Trabajo de la República Argentina (CGTRA); ocupó puestos políticos como Diputado Nacional en el periodo 1997-2001, donde se desempeñó en la presentación de proyectos de ley de índole laboral.

## Trayectoria como dirigente
Desde 1985 tuvo varios cargos dirigenciales:

### En Unión Obrera de la Construcción de la República Argentina
En UOCRA, fue designado como Secretario de Organización en el periodo 1985-1989. Allí, desde 1990, ejerce como Secretario General.
También preside desde su fundación la obra social del personal de la construcción Construir Salud, la Fundación UOCRA dedicada a la formación y políticas educativas, el Instituto de Vivienda de los Trabajadores (Vivienda).
Y fue fundador de la Fundación Construir Futuro (Niñez) y la Asociación Mano de Obra en Red Solidaria (A.M.O.R.E.S.).

### En Confederación General del Trabajo de la República Argentina
En CGTRA se desempeñó en cargos como Secretario Gremial y Secretario de Finanzas, y como Secretario General en el periodo de 1995-1996.

### Organización Internacional del Trabajo
Fue Miembro del Consejo de Administración de la OIT en los periodos 2005-2008 y 2008-2011.

### En otras organizaciones
En la Coordinadora de Centrales Sindicales del Cono Sur (CCSCS) se desempeñó como Secretario General en el periodo 2007-2009.
En la Organización de los Estados Americanos (OEA), en 2005 es electo como miembro del Consejo de Administración de la Oficina Internacional del Trabajo. En el periodo 2009-2011 se desempeñó como Presidente del Consejo Sindical de Asesoramiento Técnico (COSATE) en la Conferencia Internacional de Ministros de Trabajo.

### En ejercicio actual
- Confederación General del Trabajo de la República Argentina (CGTRA): Se desempeña como Secretario de Relaciones Internacionales.[4][2]
- Confederación de Sindicatos Industriales de la República Argentina (CSIRA): Se desempeña como Secretario de Relaciones Institucionales.[4]
- UOCRA: Se desempeña como Secretario General.[4][7][2]
- Organización Internacional del Trabajo (OIT): Es miembro titular del Consejo de Administración por el Grupo de los Trabajadores,[2] e integra el Comité de Libertad Sindical.[4]
- Foro Consultivo Económico-Social del MERCOSUR (FCES): Es Coordinador Nacional para la Argentina.[4][8]
- Confederación Sindical de las Américas (CSA): Es Miembro del Consejo Ejecutivo.[4][9]
- Confederación Sindical Internacional (CSI): Es Miembro titular del Consejo General Mundial.[4]
- Internacional de Trabajadores de la Construcción y la Madera (ICM): Se desempeña como Presidente para América Latina y el Caribe,[10] y como Vicepresidente Mundial.[4]
- Consejo Económico Social de la CABA: Es Miembro titular.[4][11]
- Consejero titular en el Consejo Económico y Social (C.E.S.).

## Trayectoria política
Fue Diputado Nacional por la Provincia de Buenos Aires en el periodo entre 1997 y 2001 en la Honorable Cámara de Diputados de la Nación Argentina. Durante ese periodo fue integrante de la Comisión de Legislación Laboral, desde donde impulso en 1999 la presentación del proyecto de la oposición sobre la Reforma de la legislación laboral en la Argentina, en el año 2000 la presentación y aprobación del Proyecto de Ley de Prestaciones por Desempleo para los Trabajadores de la Construcción, y en ese mismo año la presentación del Proyecto de Ley para la modificación a la Ley de Riesgos del Trabajo.

## Denuncia sobre su rol en la dictadura
Causa en la cual fue sobreseído. Martínez está en la nómina de civiles que trabajaron en el Batallón de Inteligencia 601 entre 1982 y 1983, que coordinó la represión ilegal en el país durante la última dictadura.  La Liga Argentina por los Derechos del Hombre y la Asociación de ex Detenidos Desaparecidos junto con el Sindicato de los Trabajadores de la Industria de la Construcción y Afines (SITRAIC) fueron querellantes en la denuncia penal que fuera presentada el 12 de julio de 2011, para que la Justicia investigue dicho rol. El acto fue acompañado por Nora Cortiñas, de Madres de Plaza de Mayo Línea Fundadora. Sin aclarar si fue servicio de inteligencia del Batallón 601 o no, Martínez se puso a disposición del juez federal Sergio Torres, que investiga si el dirigente sindical tuvo alguna responsabilidad en el secuestro y desaparición de 105 albañiles durante la dictadura.
. En septiembre de 2012 ya se habría informado sobre el sobreseimiento por la falta de pruebas, pero en ese momento los denunciantes apelaron a la sentencia aportando datos para que la investigación continúe su curso hasta el fallo de 2014. El 17 de septiembre de 2014 fue sobreseído de la causa en un fallo definitivo firmado por el juez Ariel Lijo.